# Chiesa della Beata Vergine Assunta (Careno)
La chiesa della Beata Vergine Assunta è un edificio religioso di origine medievale di Careno, frazione del comune di Nesso sul Lago di Como, situato lungo la strada provinciale 583, nella parte settentrionale del centro abitato.

## Storia
La costruzione della chiesa fu una conseguenza dell'aumento della popolazione di Careno e delle nuove disposizioni liturgiche che resero la primitiva chiesa di San Martino inadeguata a ospitare i fedeli.

## Architettura e apparato decorativo
L'edificio si trova posizionato a mezza costa tra la strada che collega Como e Bellagio e il lago. La facciata è ripartita, nella parte inferiore, in tre parti da lesene: nella parte centrale si trova il portale in granito, mentre nelle due laterali sono posizionate due nicchie. La zona superiore della facciata è caratterizzata da una finestra con arco a tutto sesto. Sulla destra, allineato alla facciata, si erge il campanile.
L'interno si presenta con un'unica navata che termina con il presbiterio semicircolare. La navata è suddivisa in due campate coperte con volte a crociera. Gli affreschi della navata risalgono al 1957 e sono opera del pittore Pietro Grossi. Nella campata più vicina al presbiterio si aprono due cappelle: quella a destra è dedicata al Sacro Cuore e impreziosita da una tela ottocentesca raffigurante la Madonna dei sette dolori risalente al 1833; quella a sinistra è dedicata al Rosario e conserva una statua della seconda metà del XVII secolo raffigurante la Vergine del Rosario e una tela con lo stesso soggetto sulla parete destra.
La parte maggiormente ricca di decorazioni è il presbiterio, con stucchi attribuiti agli scultori Francesco e Agostino Silva (1683) e dipinti. Sulla parete dell'abside si trovano raffigurati il Transito della Vergine, l'Assunzione (che costituisce la pala d'altare) e la Nascita della Vergine, tutte opere realizzate nel XVII secolo. Nella parte superiore sono presenti degli stucchi con Dio Padre sorretto da angli nella calotta absidale e un affresco con l'Incoronazione della Vergine attribuito all'ambito dei fratelli Recchi sulla volta.
A ridosso dell'ingresso si trova la cappella battesimale, al cui interno è visibile un affresco del XVIII secolo che rappresenta il Battesimo di Gesù.